# Dana Jaklová
Dana Jaklová (* 3. prosince 1956 Praha) je česká novinářka, v letech 2010 až 2012 předsedkyně Rady Českého rozhlasu, v letech 2015 až 2021 členka RRTV.

## Život
V letech 1976 až 1980 vystudovala obor čeština a francouzština na Pedagogické fakultě Univerzity Karlovy v Praze (získala titul Mgr.). Po absolvování vysoké školy působila jako redaktorka francouzské redakce zahraničního vysílání Československého rozhlasu (1980–1981) a administrativní pracovnice občanského sdružení DILIA, jehož posláním je zajišťovat ochranu autorských práv (1981–1982).
V letech 1982 až 1994 byla redaktorkou Redakce zábavy Československého, později Českého rozhlasu. Při práci v letech 1983 až 1988 dálkově vystudovala obor dramaturgie na DAMU (získala titul MgA.). Mezi roky 1980 a 1985 tak byla také vedoucí, autorkou, režisérkou a herečkou amatérského souboru Divadla v uvozovkách. Spolupracovala též s rockovými skupinami ETAL a Folimanka Blues.
Po revoluci vstoupila v roce 1991 do ODA. Členkou byla do května 1996, působila též jako jednatelka ODA na Praze 2. V letech 1994 až 2004 byla zpravodajkou Českého rozhlasu 1 - Radiožurnál (nejdříve jako kulturní zpravodajka, od roku 1997 jako parlamentní a politická zpravodajka). Od roku 2004 působí jako parlamentní a politická zpravodajka Českých médií, RTA. V roce 2005 vstoupila do ODS (byla též členkou Oblastní rady ODS Praha 2), krátce nato však byla zvolena do Rady Českého rozhlasu a na funkce v ODS rezignovala.
V roce 2007 vydala knihu Sarajevský atentát po česku a mezi lety 2008 a 2010 přednášela na Univerzitě Jana Amose Komenského Praha předmět Média veřejné služby.
V březnu 2006 byla zvolena členkou Rady Českého rozhlasu a o dva měsíce později i její místopředsedkyní a tiskovou mluvčí (obě funkce obhájila i v březnu 2008). V dubnu 2010 se pak stala předsedkyní Rady Českého rozhlasu a tuto pozici zastávala až do vypršení svého mandátu v březnu 2012. Výrazně přispěla k odvolání tehdejšího generálního ředitele Českého rozhlasu Václava Kasíka.
V dubnu 2015 byla zvolena členkou Rady pro rozhlasové a televizní vysílání, na tento post ji nominovala TOP 09, funkce se ujala 24. května 2015. Zastávala ji do května 2021.
Dana Jaklová je rozvedená a má jednoho syna. V letech 1988 až 2005 byl jejím mužem Ladislav Jakl – hudebník, bývalý novinář a bývalý ředitel politického odboru Kanceláře prezidenta republiky za Václava Klause.

## Filmografie
- film Manželé Stodolovi, režie Petr Hátle, premiéra 21. 2. 2024, role - Soudkyně
- TV seriál Ordinace v růžové zahradě, 2022, role - Anna Melniková
- TV seriál Specialisté, 211. díl - Smrt na Hedvábné stezce, 2023, role - Pejskařka
- film City Of Blood, německá produkce, 2024, role - Excentrická mafiánská babička Valentýna